# Chorebus nomioides
Chorebus nomioides är en stekelart som beskrevs av Vladimir Ivanovich Tobias 1997. Chorebus nomioides ingår i släktet Chorebus och familjen bracksteklar. Inga underarter finns listade i Catalogue of Life.